# ذراع الغرتوب (حبيل جبر)

تعديل مصدري - تعديل

ذراع الغرتوب هي إحدى قرى عزلة حبيل جبر بمديرية حبيل جبر التابعة لمحافظة لحج، بلغ تعداد سكانها 65 نسمة حسب تعداد اليمن لعام 2004.